# Music Is the Healing Force of the Universe
Music is the healing force of the universe  est un disque de Albert Ayler enregistré en août 1969 sur le label Impulse! (AS-9191).
Le groupe de rock psychédélique de Philadelphie, Bardo Pond, a repris en 2015 le morceau : Music is The Healing Force of the Universe à l'occasion du Disquaire Day.

## Musiciens
- Albert Ayler (saxophone ténor, cornemuse, voix)
- Mary Maria (vocal)
- Bobby Few (piano)
- Henry Vestine (guitare)
- Bill Folwell (contrebasse électrique)
- Stafford James (contrebasse)
- Muhammad Ali (batterie)

## Titres
1. Music is the healing force of the universe (Mary Parks)
2. Masonic inborn (Mary Parks)
3. A man is like a tree (Mary Parks)
4. Oh! Love of life (Mary Parks)
5. Island harvest (Mary Parks)
6. Drudgery (Mary Parks, Henry Vestine,Bill Folwell)